# Menghu Xiang
Menghu Xiang (kinesiska: 猛虎, 猛虎乡) är en socken i Kina. Den ligger i provinsen Yunnan, i den sydvästra delen av landet, omkring 160 kilometer nordväst om provinshuvudstaden Kunming. Antalet invånare är 9 601. Befolkningen består av 4 661 kvinnor och 4 940 män. Barn under 15 år utgör 15,0 %, vuxna 15-64 år 75 %, och äldre över 65 år 9,0 %.
Genomsnittlig årsnederbörd är 949 millimeter. Den regnigaste månaden är juli, med i genomsnitt 270 mm nederbörd, och den torraste är januari, med 2 mm nederbörd.